# 新卡拉庫爾特
45°36′33″N 28°47′25″E / 45.60917°N 28.79028°E
新卡拉庫爾特（烏克蘭語：Новий Каракурт）是位於烏克蘭西南部的村莊，由敖德萨州博爾赫拉德區的瓦西利夫卡市鎮負責管轄。該村始建於1910年，面積0.26平方公里，海拔高度49米。